# Fanny Samuniski
Fanny Nita Samuniski (Montevideo, 28 de enero de 1938) es una asistente social, docente y reconocida feminista uruguaya. Por haber contribuido a generar acciones por una sociedad más justa e igualitaria para las mujeres, en 2018 fue declarada Ciudadana Ilustre de Montevideo.

## Trayectoria
Samuniski es asistente social y ha ejercido su profesión en distintos servicios estatales desde donde comenzó a impulsar una atención personalizada para las mujeres víctimas de violencia doméstica. En este sentido, junto con Silvia Fiori compartió la supervisión del Servicio Telefónico de Orientación a Mujeres en Situación de Violencia Doméstica (servicio público resultado de un convenio entre la Intendencia Municipal de Montevideo y la Fundación Plenario de Mujeres del Uruguay - Plemuu), desde su creación en 1992 hasta 1999. Sobre el apoyo telefónico, relatóː
"Durante el primer año de funcionamiento del Servicio recibimos una avalancha de 8000 llamados, en razón de una demanda insatisfecha que no había tenido vía de canalización hasta el momento. Posteriormente, la demanda se estabilizó en un promedio de 5000 llamada anuales, referidas mayoritariamente a situaciones de larga data".
Ha formado parte del Plenario de Mujeres del Uruguay, colaboró en la revista de Cotidiano Mujer y es una de las fundadoras de la Cooperativa Mujer Ahora. También participa de la Red Uruguaya contra la Violencia Doméstica y Sexual. En octubre de 2010, Samuniski fue una de las delegadas de las 23 organizaciones civiles uruguayas en la audiencia pública “Femicidios y violencia doméstica en Uruguay” ante la Comisión Interamericana de Derechos Humanos (CIDH) en Washington. Asimismo, integró el Consejo Nacional de Género (espacio interinstitucional creado por la Ley Nº 18.104 de 2007) como representante de las organizaciones de mujeres y fue parte del grupo asesor en el año 2017 para la Estrategia Nacional para la Igualdad de Género 2030.